# Cycas wadei
Cycas wadei Merrill, 1936 è una pianta appartenente alla famiglia delle Cycadaceae endemica delle Filippine.

## Distribuzione e habitat
Questa specie è endemica dell'isola di Culion, nelle Filippine.
Si incontra in ambienti piuttosto xerici a bassa altitudine caratterizzati da boschetti e cespugli alternati a vaste estensioni erbose.

## Conservazione
La IUCN Red List classifica C. wadei come specie in pericolo critico a causa del ristrettissimo areale. L'habitat è minacciato dagli incendi e dall'urbanizzazione. Il numero di individui in natura si calcola non superi le 5000 unità.